# Abedul (España)
Abedul (nombre tradicional o asturiano: La Bedul) es una aldea, perteneciente a la parroquia de Agüera, del concejo de Belmonte de Miranda, en Asturias, situada entre las sierras de La Cabra, Quintanar y La Manteca, atravesado por el arroyo estival del Solanos; muy cerca de los límites del concejo de Tineo. Es accesible al pueblo desde una pista que sale de Boinás. Su población es de 21 habitantes. El Abedul fue fundado por vaqueiros en un desconocido año, como braña; donde ellos veraneaban en el pueblo. Actualmente, se ha convertido en un pueblo residencial y alejado de la civilización, siendo un pueblo de lo más tranquilo; siendo un lugar turístico por todo el concejo; y a la que todavía se conserva restos de las cabañas de la propia braña.